# Пылевая буря в Австралии (2009)

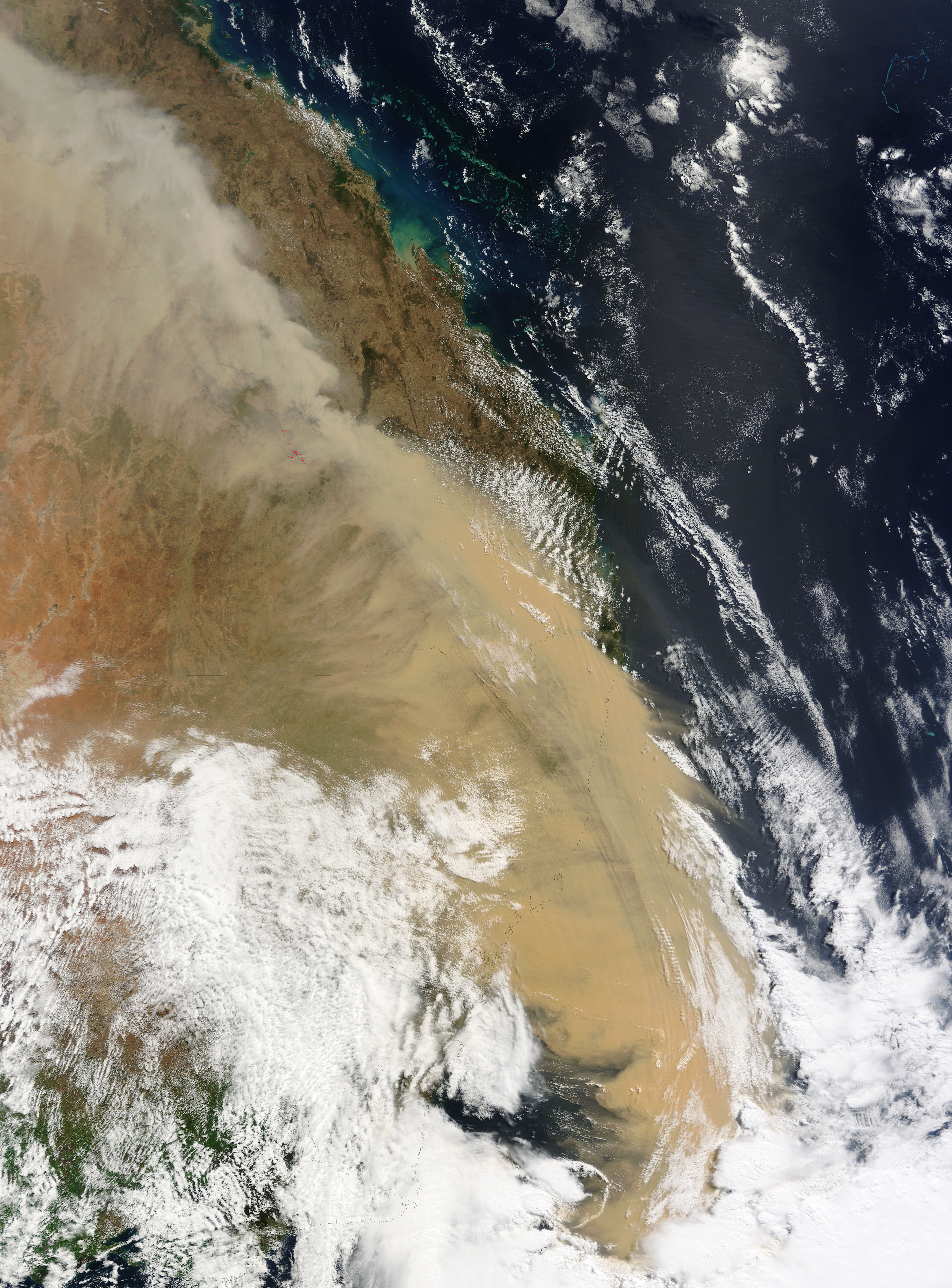
Вид из космоса. 23 сентября 2009 года.

Пылевая буря в Австралии 2009 года — мощная пылевая буря, прошедшая через восточное побережье Австралии 22-23 сентября 2009 года. Буря накрыла столицу страны, Канберру, 22 сентября и достигла Сиднея и Брисбена, городов на восточном побережье, на следующий день.
Метеорологическое бюро Австралии охарактеризовало эту пылевую бурю как «довольно маловероятное событие» и как сильнейшую бурю в штате Новый Южный Уэльс за последние 70 лет. Пылевая буря имела более 500 километров в ширину и 1000 километров в длину, она накрыла десятки городов в двух штатах. По оценкам специалистов, во время пика бури австралийский континент терял с побережья до 75000 тонн пыли в час.
Из-за ухудшения видимости возник коллапс на дорогах, авиасообщение с Сиднеем было прервано.
Причина бури — сильный ветер западного направления, который принёс пыль и песок из пустынь.

## Галерея

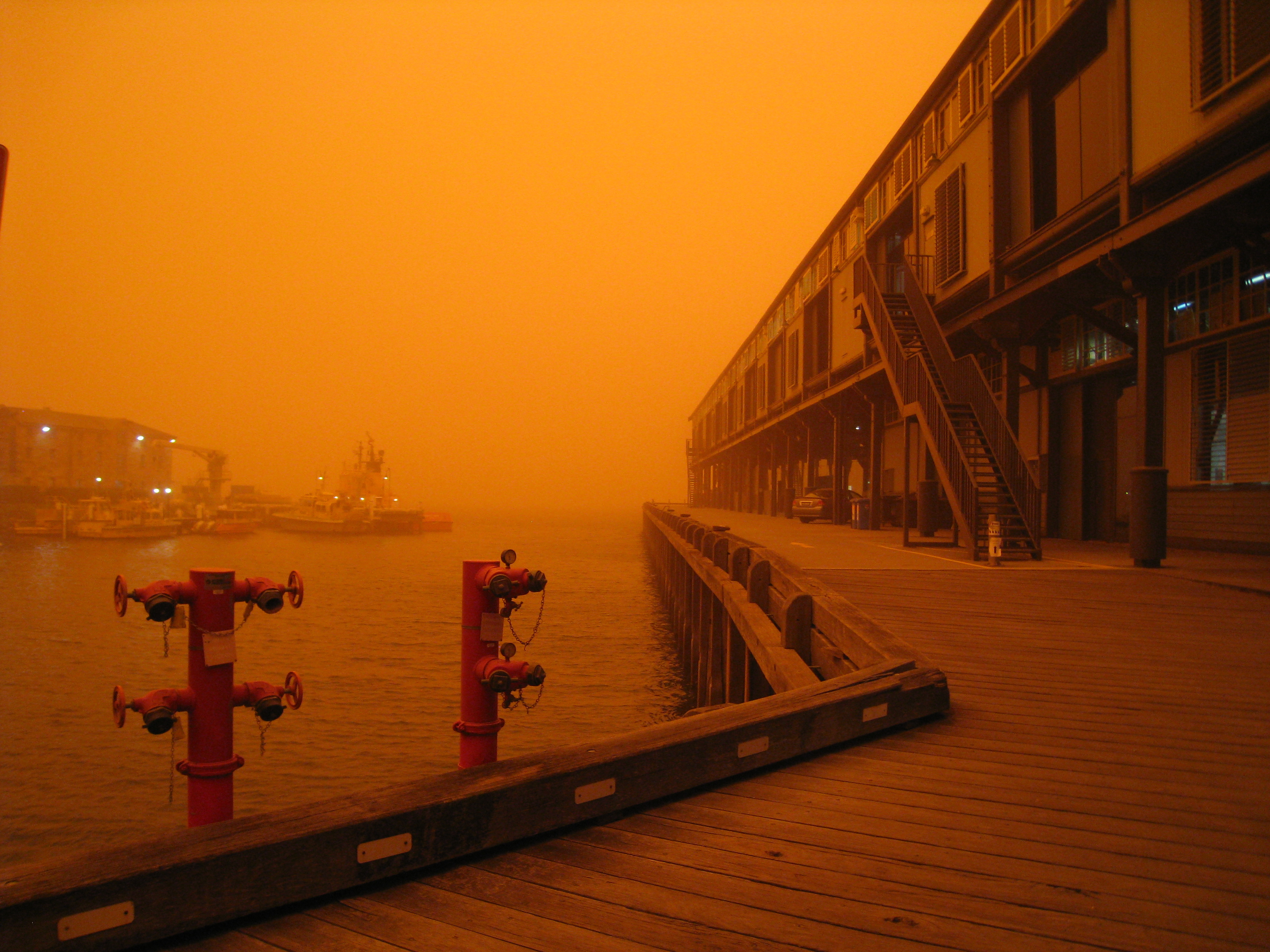
Сидней
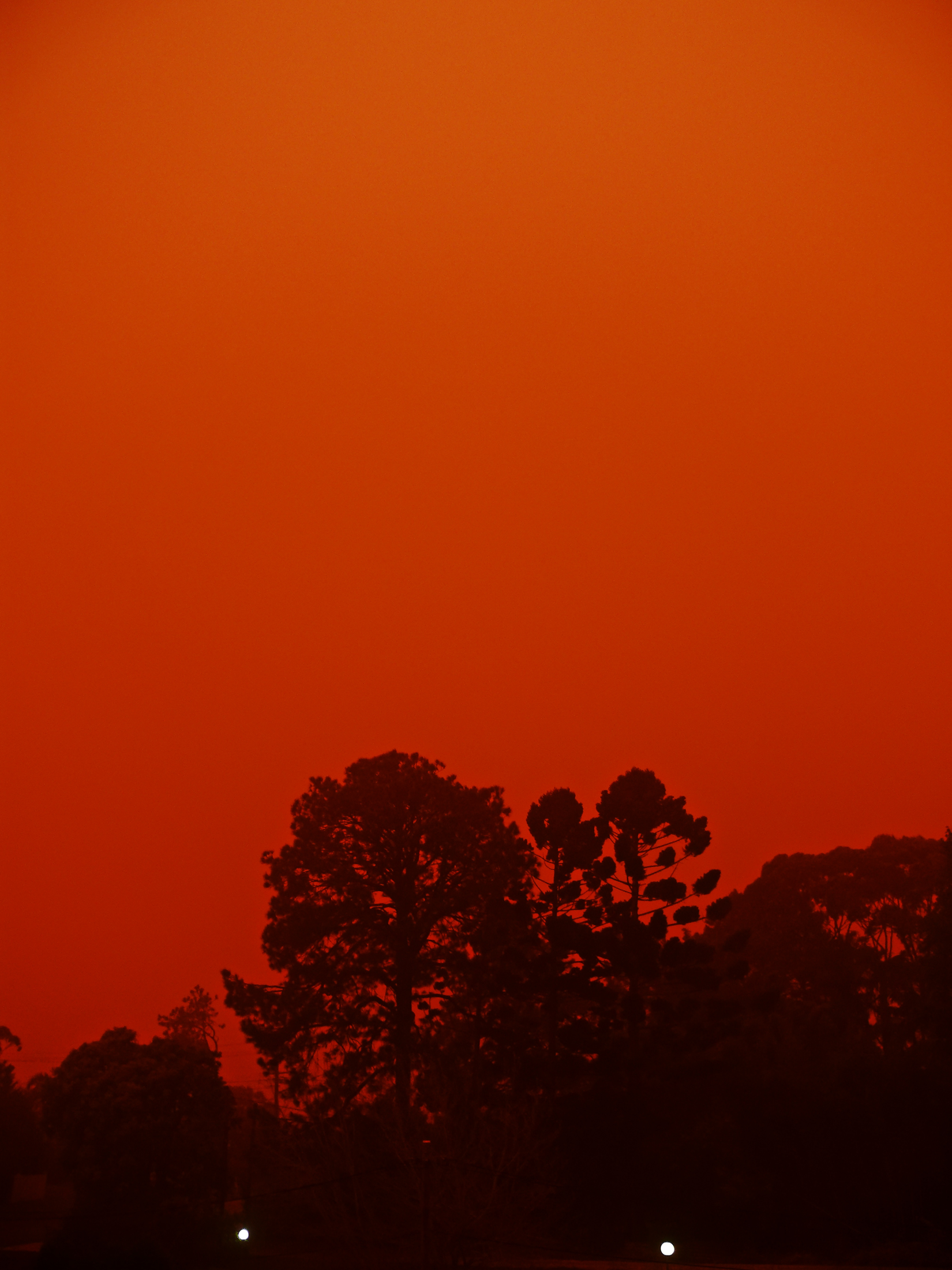
Сидней
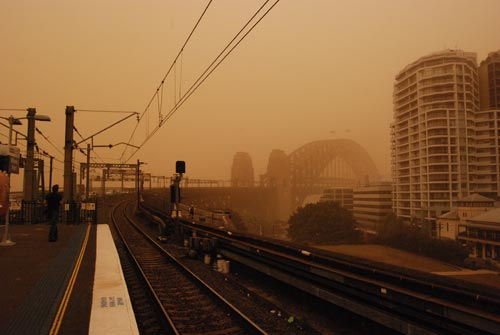
Сидней
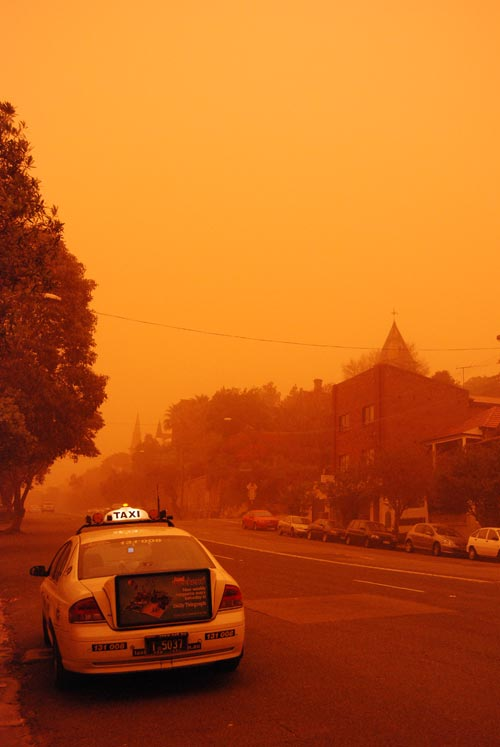
Сидней
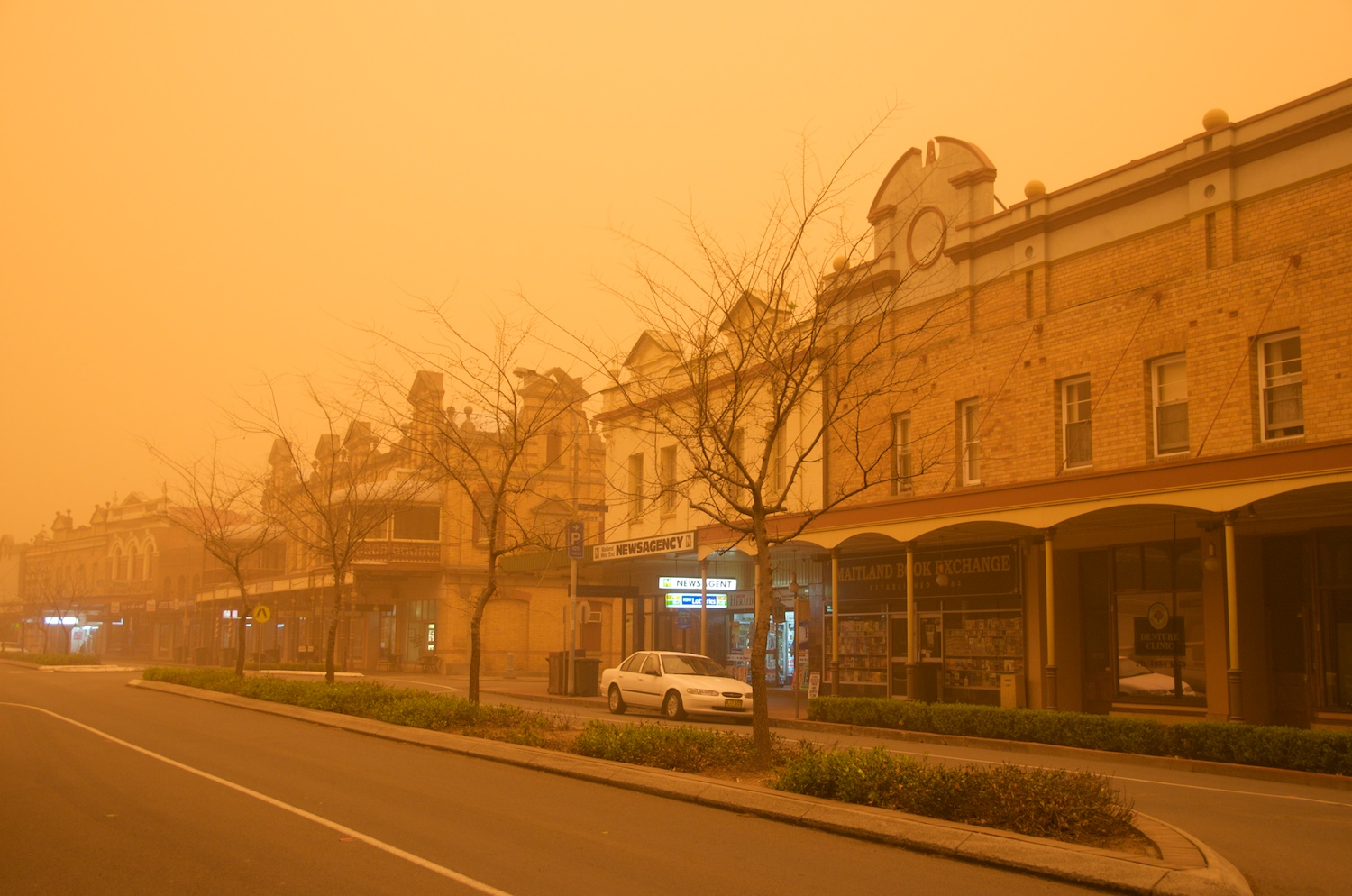
Maitland, Новый Южный Уэльс
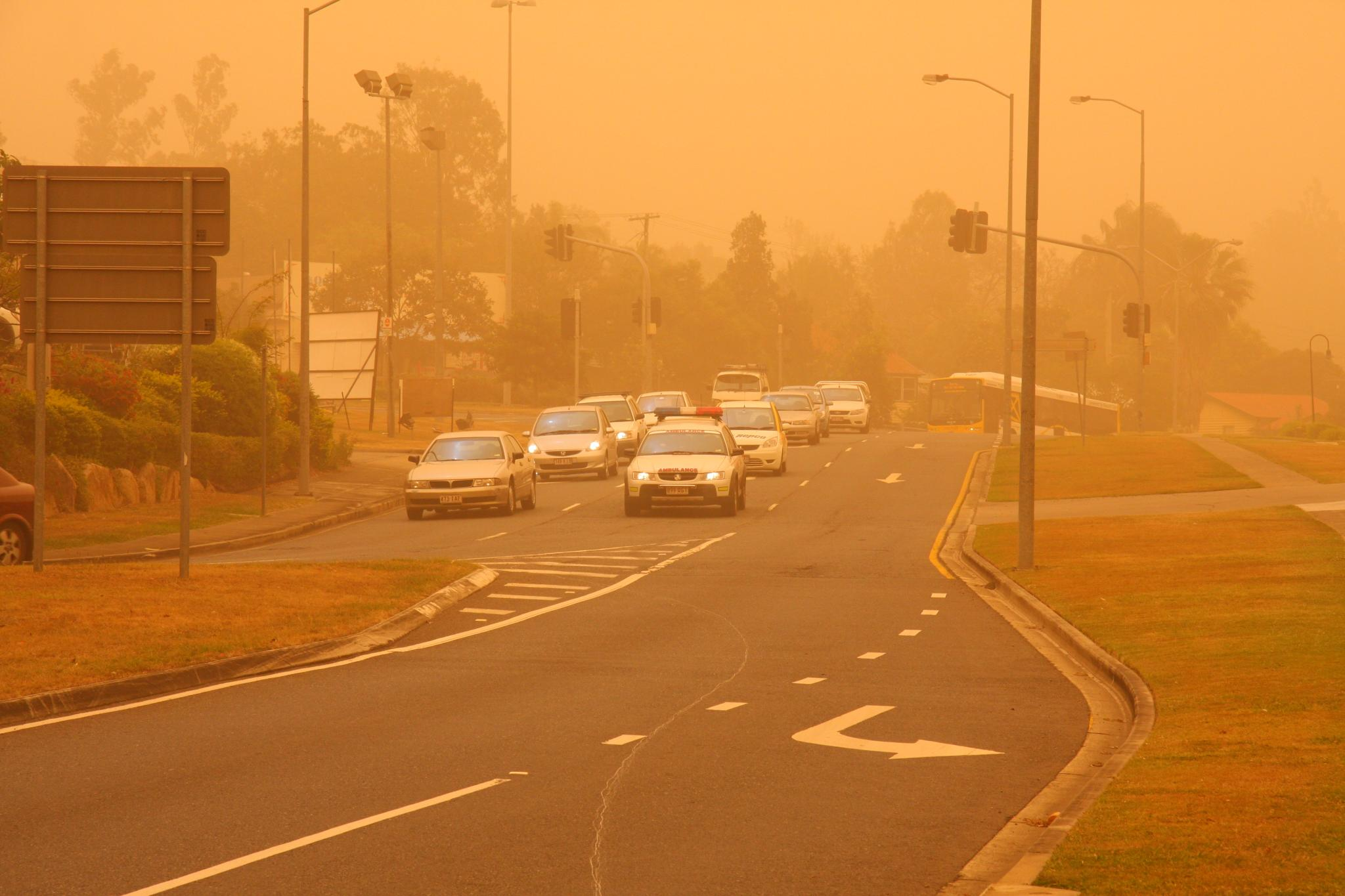
Indooroopilly, Квинсленд
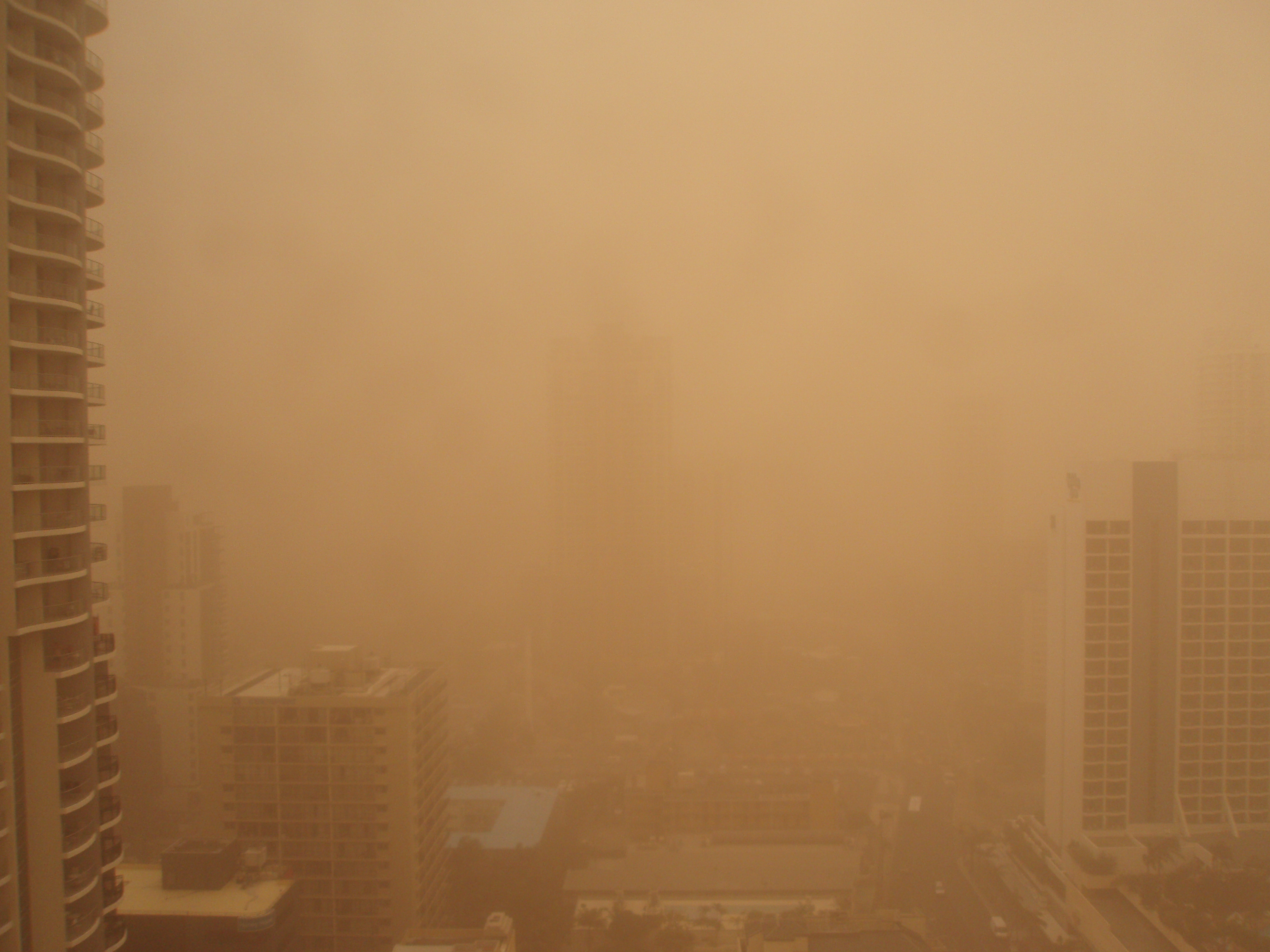
Пляж Surfers Paradise, Квинсленд
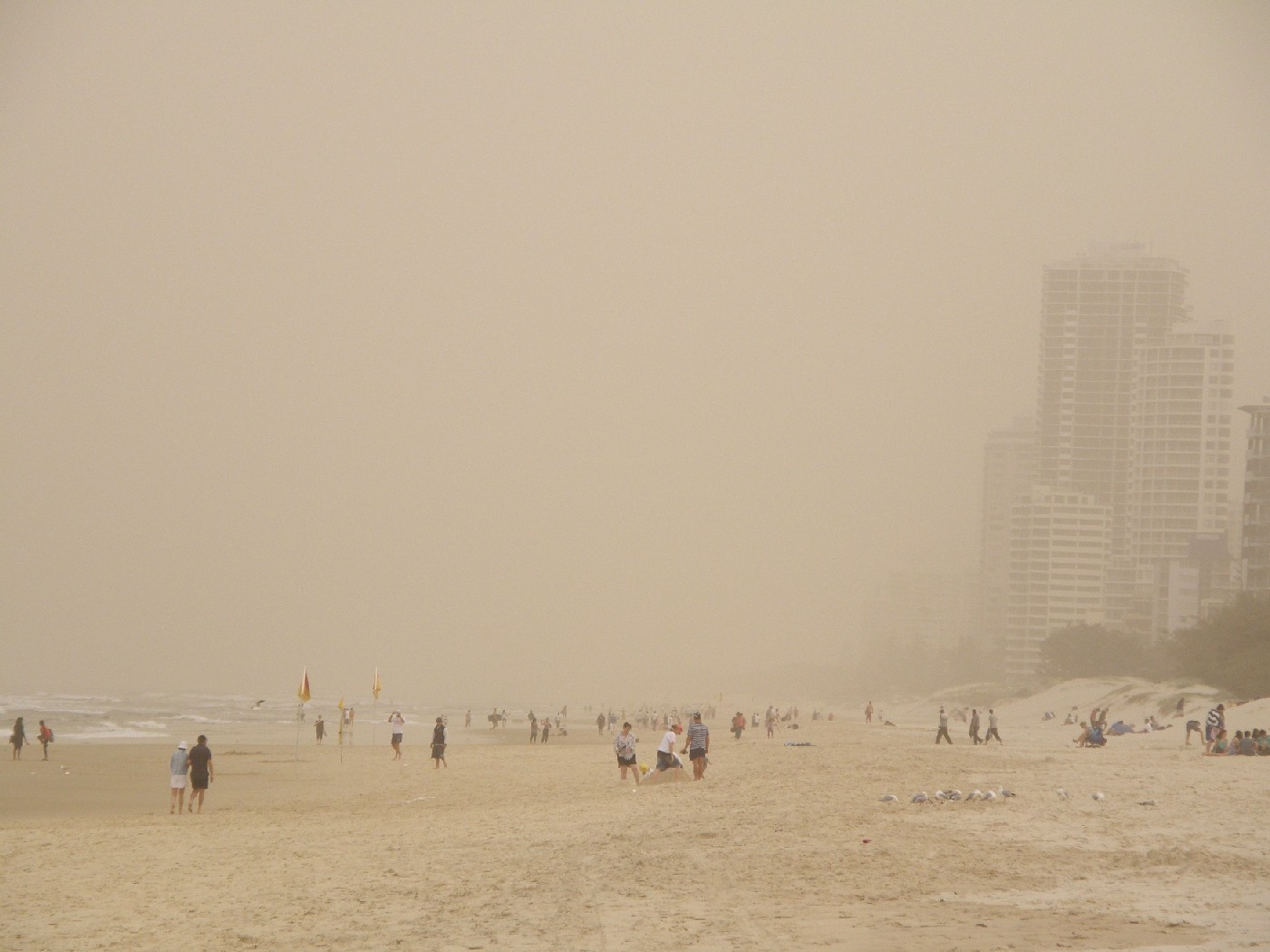
Пляж Surfers Paradise